# I. e. 305
Évszázadok: i. e. 5. század – i. e. 4. század – i. e. 3. század
Évtizedek: i. e. 350-es évek – i. e. 340-es évek – i. e. 330-as évek – i. e. 320-as évek – i. e. 310-es évek – i. e. 300-as évek – i. e. 290-es évek – i. e. 280-as évek – i. e. 270-es évek – i. e. 260-as évek – i. e. 250-es évek
Évek: i. e. 310 – i. e. 309 – i. e. 308 – i. e. 307 –  i. e. 306 – i. e. 305 – i. e. 304 – i. e. 303 – i. e. 302 – i. e. 301 – i. e. 300

## Események

### Szeleukida Birodalom
- Antigonosz után a többi diadokhosz - Szeleukosz, Ptolemaiosz, Kasszandrosz és Lüszimakhosz - is királlyá kiáltja ki magát. Nagy Sándor birodalma végképp szétesik.
- Szeleukosz a Tigris mentén megalapítja birodalma új fővárosát, Szeleukeiát.
- Szeleukosz keleti határain összecsap Csandraguptával, aki korábban már elfoglalta Nagy Sándor birodalmának indiai részeit.

### Kis-Ázsia
- Antigonosz fiát, Démétrioszt küldi Rodosz ostromára, mert a sziget megtagadta a segítséget Ptolemaiosz ellen.

### Róma
- Lucius Postumius Megellust és Tiberius Minucius Augurinust választják consulnak. Mindkét consul a szamniszok ellen vonul, nagy győzelmet aratnak felettük és elfoglalják Bovianumot.[1]

## Születések
- Cou Jen kínai filozófus

## Fordítás
- Ez a szócikk részben vagy egészben  a(z)   305 BC című angol Wikipédia-szócikk ezen változatának fordításán alapul.  Az eredeti cikk szerkesztőit annak laptörténete sorolja fel. Ez a jelzés csupán a megfogalmazás eredetét és a szerzői jogokat jelzi, nem szolgál a cikkben szereplő információk forrásmegjelöléseként.